# Ziarnówka ochrowożółta

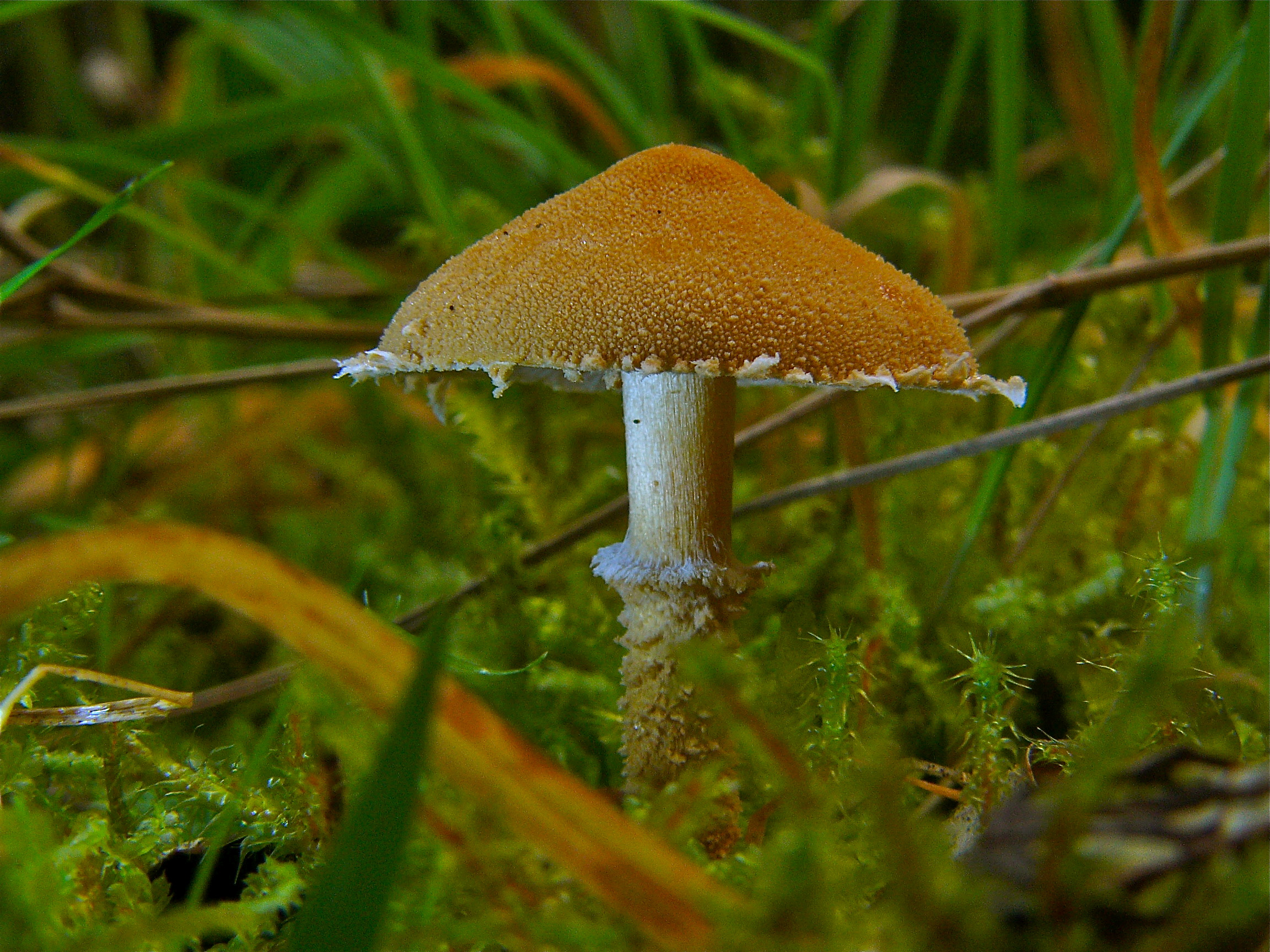

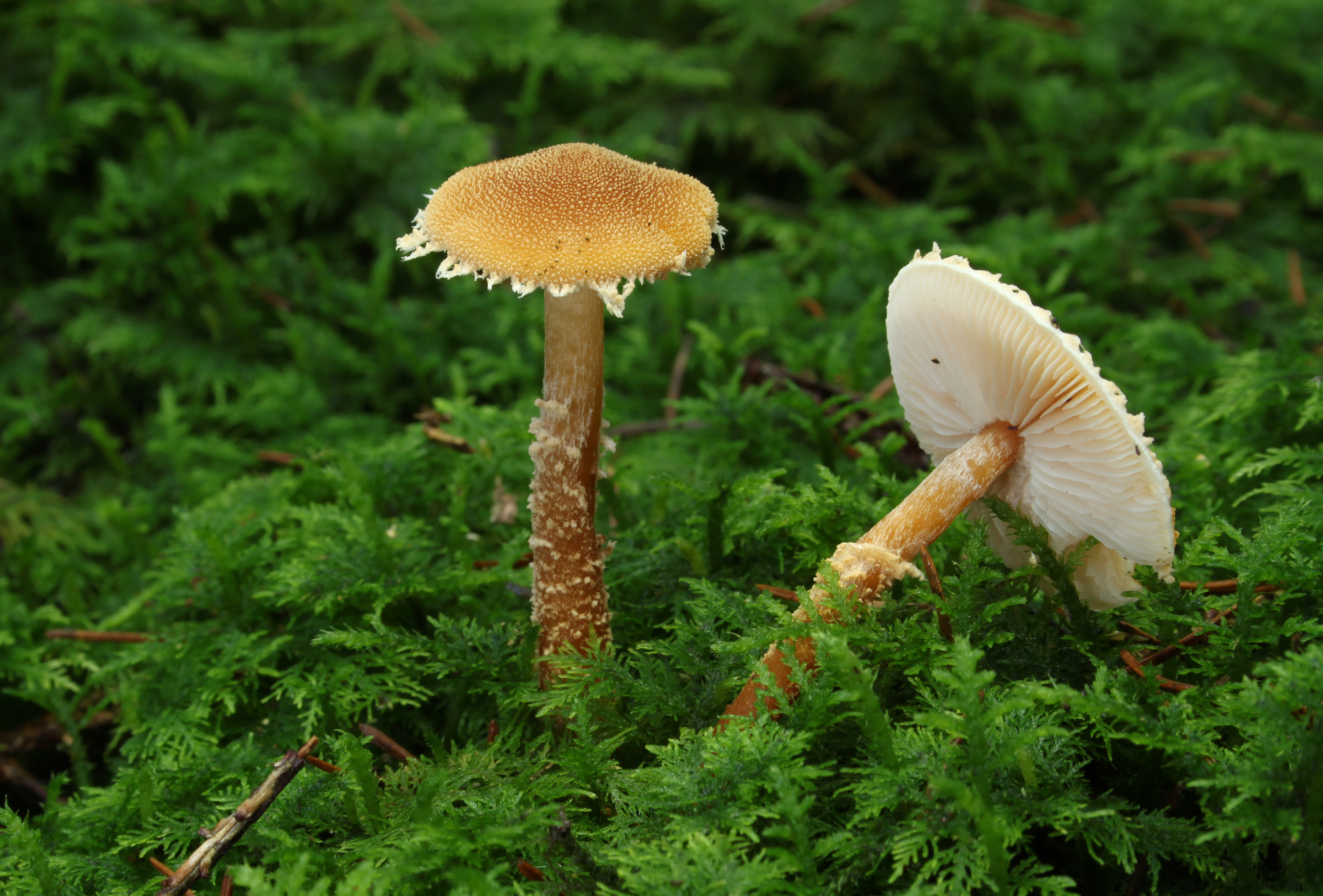

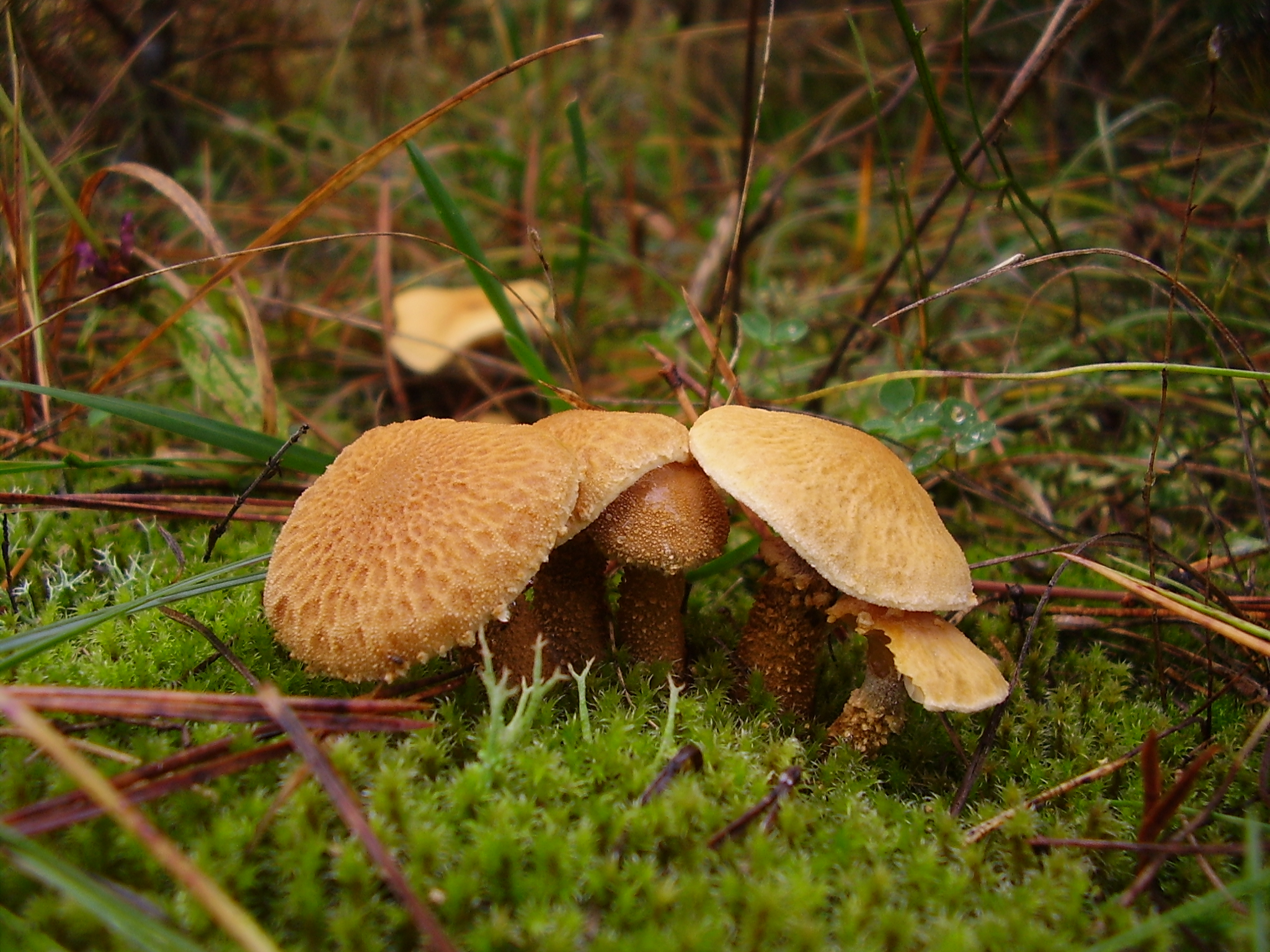
Ziarnisty kapelusz

Ziarnówka ochrowożółta (Cystoderma amianthinum (Scop.) Fayod) – gatunek grzybów należący do rzędu pieczarkowców (Agaricales).

## Systematyka i nazewnictwo
Pozycja w klasyfikacji według Index Fungorum: Cystoderma, Incertae sedis, Agaricales, Agaricomycetidae, Agaricomycetes, Agaricomycotina, Basidiomycota, Fungi.
Po raz pierwszy takson ten zdiagnozował w 1772 r. Giovanni Antonio Scopoli, nadając mu nazwę Agaricus amianthinus. Obecną, uznaną przez Index Fungorum nazwę nadał mu w 1889 r. Victor Fayod, przenosząc go do rodzaju Cystoderma. Ma ponad 20 synonimów naukowych.
Gatunkowa nazwa łacińska pochodzi od słowa amianthinus oznaczającego „niepoplamiony”. Nazwę polską podał Władysław Wojewoda w 2003 r., wcześniej gatunek ten znany był pod polską nazwą ziarnówka mieniąca.

## Morfologia
Wytwarza wiele form i jest zmienny pod względem zabarwienia. Spotyka się formy o kapeluszach zupełnie białych.
Kapelusz
Średnica 2–5 cm. U młodych owocników półkolisty, potem łukowaty, na koniec płaski. Z brzegów zwisają kosmki będące resztkami osłony. Jest promieniście pomarszczony, niehigrofaniczny. Powierzchnia sucha, ziarenkowata, początkowo o barwie bladożółtej, później ochrowej i złotoochrowej.
Blaszki
O szerokości do 4 mm, gęsto ustawione, przy trzonie nieco wykrojone. U młodych okazów białe, później ochrowożółtawe.
Trzon
Wysokość 4–6 cm, grubość 2–5 mm. Jest łamliwy, walcowaty, w dolnej części zgrubiały, czasami zakrzywiony, początkowo pełny, później wewnątrz pusty. Powierzchnia tej samej barwy co kapelusz. W górnej części mały, wznoszący się pierścień, białawy i gruzełkowato kosmkowaty. Powyżej pierścienia jest nagi, poniżej pokryty odstającymi łuskami.
Miąższ
Żółtawy. W kapeluszu miękki, w trzonie twardy. Zapach nieprzyjemny, ziemisty.
Wysyp zarodników
Biały, amyloidalny. Zarodniki o średnicy 4–6 × 3–4 µm.
Gatunki podobne
Ziarnówkę ochrowożółtą można pomylić z jadalną ziarnówką żółtawą (Cystoderma jasonis). Od innych ziarnówek odróżnia się ochrowym zabarwieniem, od czubajeczek pierścieniem i ziarnistym kapeluszem. Bardzo podobna jest ziarnówka górska (Cystoderma fallax), jednak łatwo ją odróżnić po charakterystycznym, dużym i trwałym pierścieniu na trzonie.

## Występowanie i siedlisko
Ziarnówka ochrowożółta jest szeroko rozprzestrzeniona w Ameryce Północnej i Europie. Z terenów Azji opisano jej występowanie tylko w Japonii i w obwodzie magadańskim na dalekim wschodzie Rosji. Występuje także w Australii i na niektórych wyspach. W Polsce gatunek pospolity, występujący na całym obszarze kraju.
Grzyb naziemny. Rośnie w świetlistych lasach iglastych i mieszanych, na polanach, wśród mchów, pod sosnami, świerkami, bukami, w zaroślach, na wrzosowiskach, spotykany jest także na pastwiskach. Owocniki pojawiają się od sierpnia do listopada.

## Znaczenie
Saprotrof. Grzyb jadalny, jednak ze względu na niewielkie rozmiary ma znikomą wartość dla grzybiarzy. Nie zaleca się też jego zbierania ze względu na możliwość pomylenia z niektórymi trującymi czubajeczkami. Według niektórych autorów jest grzybem trującym.